# 克劳斯·巴德尔特
克劳斯·巴德尔特（德語：Klaus Badelt，1968年12月13日—），德国作曲家，擅长为电影和电视配乐。早年他就读于Rhein-Gymnasium Sinzig. 1989年他与人合伙在Bad Breisig开办了一家电脑公司。1992年，他退出公司专心从事音乐创作。他先在曼海姆为电子游戏写音乐，后来为电视连续剧《 Peter Strohm 》和《Tator》配乐，获得成功。1997年，他到美国加利福尼亚，在汉斯·季默的音乐工作室实习，与汉斯季默合作创作了一些作品，例如《角斗士》、《加勒比海盗》等影片的配乐，深受听众欢迎。巴德尔特还参加了2008年北京奥运会闭幕式的音乐创作。

## 作品
2001
- Extreme Days
- 納粹製造（与漢斯·季默）
- The Pledge（与漢斯·季默）

2002
- 撕裂的末日
- Manfast
- K-19：寡妇制造者
- 時光機器
- Teknolust

2003
- Pirates of the Caribbean: The Curse of the Black Pearl (soundtrack)（与漢斯·季默等）
- Beat the Drum
- 特種部隊
- 法外狂徒
- The Recruit

2004
- 猫女
- 雷鳥神機隊

2005
- 无极
- 魔間行者（与布莱恩·泰勒）

2006
- 重见天日
- 邁阿密風暴
- 海神號
- 16 Blocks
- 紫光任務

2007
- Redline
- Heaven and Earth
- Skid Row
- Premonition
- 忍者神龟

2008
- 查理曼密码（德语：Die Jagd nach dem Schatz der Nibelungen）（德国電視影片）
- 蝎子王2：勇士的崛起（非戲院首映）
- 星艦戰將3：掠奪者（非戲院首映）
- Pour Elle

2010
- Valentine